# Теодор Кантакузин († 1184)
Теодор Кантакузин (на гръцки: Θεόδωρος Καντακουζηνός) византийски аристократ от втората половина на XII век – един от най-дейните противници на император Андроник I Комнин, срещу когото вдига бунт в Никея през 1184 г.
Предполага се, че Теодор може да е брат на Йоан Кантакузин, който бил ослепен по заповед на император Андроник I Комнин през 1183 г. Теодор става един от най-дейните противници на управлението на император Андроник I Комнин. С помощта на Исак Ангел през 1184 г. Теодор Кантакузин вдига бунт в Никея, която след това била обсадена от император Андроник I. По време на една контраатака на защитниците на града Теодор паднал убит, докато атакувал императора с коня си. Главата му била отрязана и набучена на копие, за да бъде показвана по време на триумфалното завръщане на Андроник I в столицата.